# ロシア宇宙主義

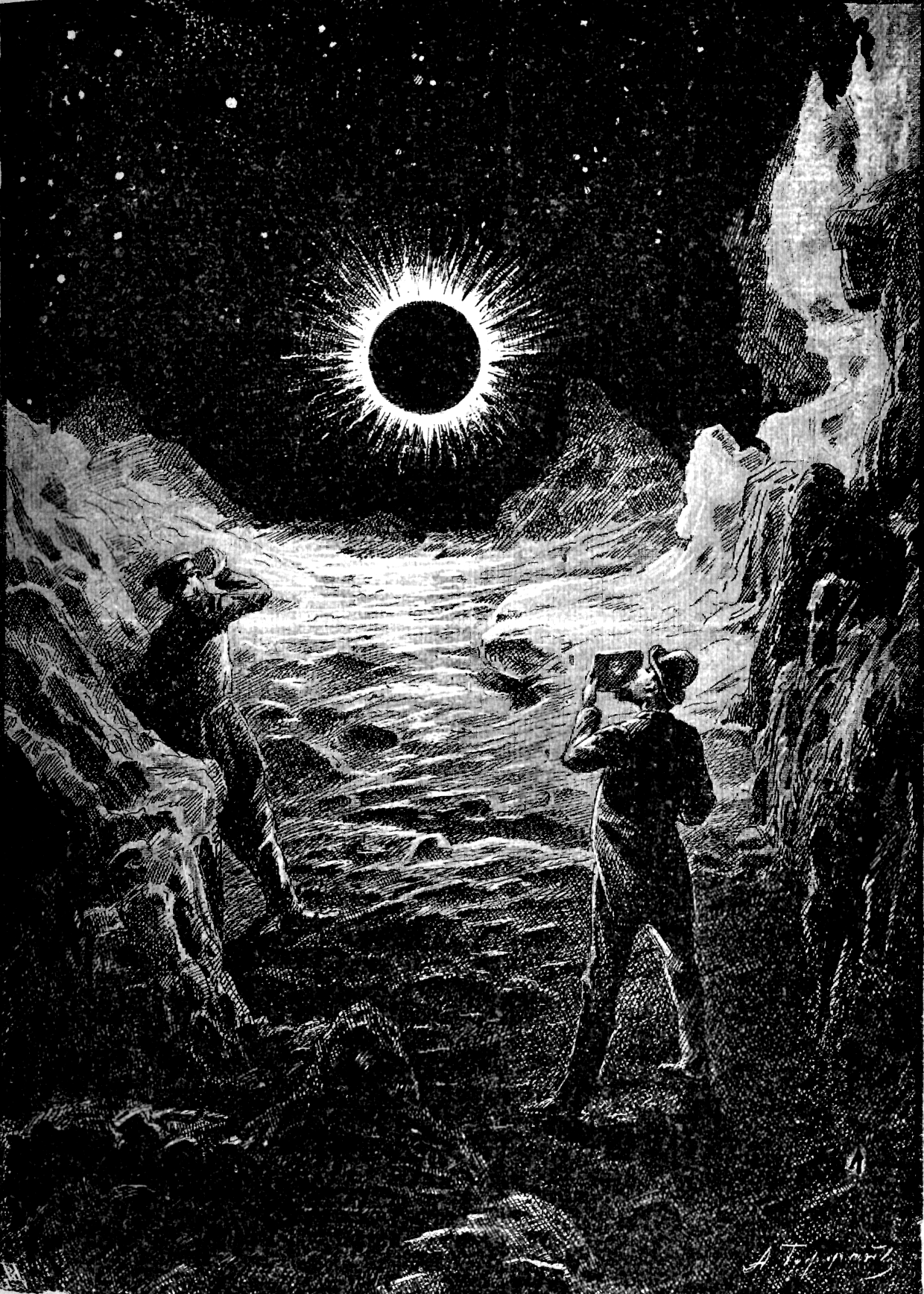
コンスタンチン・ツィオルコフスキーのSF児童文学『月世界到着！』 (1893）の挿絵

ロシア宇宙主義（ロシア語:Русский космизм、英: Russian cosmism）は、19世紀後半から20世紀にかけて、ロシアで広汎な影響が見られた哲学的・宗教的・自然科学的・文学的思想の潮流についての、後代における呼称である。単にкосмизм（コスミズム、宇宙主義）と呼ばれることもある。20世紀初頭、ジュール・ヴェルヌやH・G・ウェルズのようなフィクション作家やロシア宇宙主義のような哲学的運動によって、惑星間旅行に関する科学的研究が盛んになった。

## 概要
ロシア宇宙主義は自然哲学とキリスト教（ロシア正教）の考え方を基盤としており、ルミャンツェフ図書館の司書で、「モスクワのソクラテス」との異名を持つニコライ・フョードロフがその草分けとされる。その中心となる考え方には、人間の能動的進化、自然の克服と、その結果としての（死者を含む）全人類の物理的不死及び復活などの思想が含まれ、トランスヒューマニズムとの関連が見られる。
フョードロフは生前表立つことを潔しとせず、まとまった形での著書を残していないが、死後弟子により編纂された主著に『共同事業の哲学』（Философия общего дела、1906-1913）がある。彼の基本的な思想は、自然を制御することによる死＝重力の克服と、全ての父祖の文字通りの復活、そして人間の不死である。フョードロフはこの人間の復活と不死に向けた全人類的なプロジェクトを「共同事業」（obshchee delo）と呼び、全人類が一体となってこの「事業」に取り組むことによって血縁性（rodstvo）を取り戻し、人間の不幸の根本的原因であるこの世界の非血縁性から自らを解放せよと呼びかける。
のちにロシア宇宙主義は、ロシアにおいて文学・哲学、政治、科学など多方面に影響を及ぼした。文学・哲学では、レフ・トルストイやドストエフスキー、哲学者ウラジーミル・ソロヴィヨフがフョードロフの思想に大きな影響を受けたことが知られる。またロシア革命の前後に活躍したブリューソフらロシア象徴主義の詩人・作家、イワン・フィリプチェンコやアレクセイ・ガースチェフといったプロレタリア詩人、アンドレイ・プラトーノフやボリス・パステルナークなど幅広い詩人・作家たちに影響が認められる。自然の制御・改造と新しい人間の創出、「共同事業」といったロシア宇宙主義の考え方は、のちにボリシェヴィキの一部に受け入れられた。例えばアレクサンドル・ボグダーノフは自身が主導したいわゆる「プロレトクリト」運動のなかで身体の改造を唱え、輸血実験の最中に事故死した。また自然科学の分野では、ソ連の宇宙開発に先鞭をつけたコンスタンチン・ツィオルコフスキーはフョードロフとも面識があり、彼に強く影響を受けている。鉱物学・地球化学の分野で功績を残したウラジーミル・ヴェルナツキーは、フョードロフの考えとも共鳴する「ノオスフェーラ」（叡智圏、精神圏。ノウアスフィアとも）の概念を提唱した。
なお、ロシア宇宙主義は思想上の「学派」や「運動」のような確固としたものではなく、フョードロフをはじめ「宇宙主義者（космист; cosmist）」と名指される人びとのうち「宇宙主義者」を自認・自称する者はむしろ少数であることに留意が必要である。ロシア宇宙主義の実態は、ロシアの一定の思想家たちに共通する思想的傾向というほどのものであり、主義としての「ロシア宇宙主義」は、スヴェトラーナ・セミョーノワ（Семёнова, Светлана Григорьевна. 1941-2014）とアナスタシヤ・ガーチェワ（Гачева, Анастасия Георгиевна. 1966-）母娘などに代表される後世の研究者によって1980年代後半から1990年代にかけて確立された。

## 代表的なロシア宇宙主義者
哲学研究者のセミョーノワとガーチェワは、アンソロジー『ロシア宇宙主義―哲学思想アンソロジー』のなかで、ロシア宇宙主義の代表者として以下の名前を挙げている。
ニコライ・フョードロフ（1828年-1903年）
科学的技法による急進的な延命、人間の不死、死者の復活などを提唱した。主著『共同事業の哲学』（Философия общего дела、第1巻1906、第2巻1913）。
ウラジーミル・ソロヴィヨフ （1853年-1900年）
コンスタンチン・ツィオルコフスキー （1857年-1935年）宇宙開発や宇宙工学の理論面での先駆者。1903年に出版した『Исследование мировых пространств реактивными приборами』 （反作用装置を使った宇宙空間の探検）は、宇宙旅行を真面目に科学的に扱った世界初の書籍であった。彼は宇宙移民によって人類が種として完成し、不死性を獲得すると信じていた。また、"animated atom"（生きている原子、汎神論）や "radiant mankind"（輝ける人類）といった考えを生み出した。
ウラジーミル・ヴェルナツキー （1863年-1945年）ノオスフェーラ（「叡智圏」「精神圏」）の提唱者。
セルゲイ・ブルガーコフ （1871年-1944年）
パーヴェル・フロレンスキイ （1882年-1937年）
アレクサンドル・チジェフスキー（1897年-1964年）Heliobiology（太陽生物学？）
その他ウラジーミル・オドエフスキー（1804-1869）、アレクサンドル・スホヴォ＝コブィリン（1817-1903）、ニコライ・ウーモフ（1846-1915）、ニコライ・ベルジャーエフ（1874-1948）、ワレリアン・ムラヴィヨーフ（1885-1932）、アレクサンドル・ゴールスキー（1871-1924）、ニコライ・セトニーツキー（1888-1937）、ニコライ・ホロードヌィ（1882-1953）、ワシーリー・クプレーヴィチ（1897-1969）、アレクセイ・マネーエフ（1921-）など。

## 近年の影響
近年、ロシア宇宙主義は、アートの文脈において再評価が進んでいる。ロシア出身でアメリカで活動するアーティスト・編集者であるアントン・ヴィドクルは、ロシア宇宙主義をテーマにした作品を相次いで制作する傍ら、自身が主宰するweb媒体「e-flux」上でロシア宇宙主義をテーマにした特集を数度行い、精力的にロシア宇宙主義を英語圏に紹介している。また、美術批評家ボリス・グロイスはアンソロジー『ロシア宇宙主義』（ロシア語）を編纂したほか、2018年にはアンソロジー『ロシア宇宙主義』を英語で出版している。ロシア国内でも、アレクサンドル・ポノマリョフやレオニード・チシコフといった作家が、ロシア宇宙主義に影響を受けた作風で知られる。
また、ロシア宇宙主義の不死や自然の制御・改造を含む思想的側面は、英米圏を中心に起こった加速主義と呼ばれる思想潮流に影響を与えたとされる。加速主義関連文献のアンソロジー『#Accelerate―加速主義者読本』には、ニコライ・フョードロフの論文「共同事業（The Common Task）」が収録されている。

## 日本における受容
日本では、北一輝らの日本的な国家社会主義思想の文脈において、主に亡命ロシア人によって提唱された思想潮流である「ユーラシア主義」に対する関心からの派生として、比較的早期にロシア宇宙主義に関連する文献の紹介がなされた。1943年には、フョードロフの主著『共同事業の哲学』の抄訳が出版されている。これは、ロシア国外での最初の訳書だとされる。そのほか、1928年にはセルゲイ・ブルガーコフの主著『経済哲学』が嶋野三郎の訳で出版されている。
原典訳
- S・G・セミョーノヴァ＋A・G・セミョーノヴァ編『ロシアの宇宙精神』、西中村浩訳、せりか書房、1997年。ISBN 978-4796702034
ロシア語原著は『ロシア・コスミズム――哲学思想アンソロジー』、1993年（6名13編の抄訳版）
- ボリス・グロイス編『ロシア宇宙主義』、河出書房新社、2024年（原著2015年、5名11編の論考）
乗松亨平監訳、上田洋子・平松潤奈・小俣智史訳。ISBN 978-4309231419